# Gledić (Kraljevo)
Pour les articles homonymes, voir Gledić.
Gledić (en serbe cyrillique : Гледић) est un village de Serbie situé sur le territoire de la ville de Kraljevo, district de Raška. Au recensement de 2011, il comptait 245 habitants.

## Démographie
| 1948  | 1953  | 1961  | 1971 | 1981 | 1991 | 2002 | 2011 |
| ----- | ----- | ----- | ---- | ---- | ---- | ---- | ---- |
| 1 372 | 1 326 | 1 131 | 752  | 619  | 482  | 352  | 245  |

|  |